# Sécurité sociale en Côte d’Ivoire
La Sécurité sociale en Côte d’Ivoire est placée sous un régime général géré par la Caisse nationale de prévoyance sociale (CNPS). Ce régime comporte trois principales branches. La branche des prestations familiales, celle des accidents du travail et des maladies professionnelles, enfin la branche des pensions de vieillesse, d'invalidité et des survivants.
En Côte d'Ivoire, tout employeur est tenu de s'affilier à la Caisse nationale de prévoyance sociale et d'y faire procéder à l'immatriculation de ses salariés. Le travailleur indépendant pour sa part ou toute personne exerçant une activité professionnelle qui n'est pas soumise à l'obligation d'être assuré au titre de l’assurance accidents du travail-maladie professionnelle, peut néanmoins s'assurer volontairement contre ce risque. L'assuré pourra alors bénéficier de la plupart des prestations d’accidents du travail offertes par la CNPS.
Les prestations servies par la CNPS sont financées par les cotisations des employeurs et des salariés. Le calcul de ces cotisations tient compte de l'assiette des cotisations, des taux de cotisations applicables et des salaires planchers et plafond.

## L'assiette des cotisations
Les cotisations sont assises sur l'ensemble des salaires y compris les avantages en nature et indemnités diverses versées par l'employeur à son personnel salarié à l'exception des indemnités ayant le caractère de remboursement de frais. Dans tous les cas, le montant du salaire à prendre en considération pour base de calcul des cotisations ne peut être inférieur au SMIG.

## Le taux de cotisation
Les taux utilisés pour le calcul des cotisations sont les suivants :
- 5,75 % pour les prestations familiales dont 0,75 % pour l'assurance maternité ;
- 2 à 5 % (selon le secteur d'activité) pour les accidents du travail et les maladies professionnelles ;
- 14 % pour l'Assurance vieillesse.

Il faut noter que les cotisations pour les prestations familiales et les accidents du travail sont à la charge exclusive de l'employeur. Les cotisations pour la retraite sont à la charge conjointe de l'employeur et du salarié à raison de 7,7 % pour l'employeur et 6,3 % pour le salarié.

## Les salaires planchers et plafond
Les cotisations sont calculées à partir des salaires plafonnés et des taux de cotisation.

### Le salaire plancher
Le montant du salaire mensuel à prendre en considération pour base de calcul des cotisations ne peut être inférieur au SMIG dont le montant actuel est de 75 000 FCFA. 

### Les salaires plafonds
Le plafond de la branche vieillesse est de 45 fois le SMIG soit actuellement :
- 840 000 F CFA par an (225 000 F CFA par trimestre et 75 000 F CFA par mois) pour les prestations familiales, les accidents du travail et maladies professionnelles ;
- 40 500 000 F CFA par an (3 375 000 FCFA par mois) pour la retraite.

## Le paiement des cotisations
L'employeur est responsable du paiement à la CNPS de l'ensemble des cotisations (part patronale et part salariale). Le salarié ne peut en aucun cas s'opposer à la retenue de sa part de cotisation sur son salaire lors de chaque paye.
Périodicité des paiements :
- tous les mois si l'entreprise emploie 20 salariés ou plus ;
- tous les trimestres si l'entreprise emploie moins de 20 salariés.

Le versement des cotisations se fait dans les 15 premiers jours qui suivent le mois ou le trimestre échu. Le versement des cotisations au-delà de cette période expose l'employeur à des pénalités.
Le paiement des cotisations peut se faire par chèque, virement ou en espèces. Il doit être accompagné de l'appel des cotisations.

## Sources
- Le guide de l'employeur
- Le Code de Prévoyance Sociale
- Lemémento fiscal ivoirien